# 塙宣之
塙 宣之（はなわ のぶゆき、1978年〈昭和53年〉3月27日 - ）は、日本のお笑いタレントであり、ナイツのボケ担当である。一般社団法人漫才協会会長。
身長173センチメートル、体重69キログラム。マセキ芸能社所属。相方は土屋伸之。
我孫子市ふるさと大使。

## 経歴
3人兄弟の三男。お笑いタレントのはなわ（塙 尚輝〈はなわ なおき〉）は実兄（3人兄弟の次男）。
埼玉県生まれ。つくしの幼稚園を経て我孫子市立根戸小学校へ入学。千葉にいた頃は、家で一人でテレビを見るなどして過ごしていた。この時期に、大相撲を熱心に観戦したことで現在も好角家となっている。また、野球観戦も好きで、大の巨人ファン。
小学校5年生の時に佐賀に引っ越す。中学入学後には、お笑い担当としてすっかり人気者になっていた。佐賀での小学校、中学校の同級生に坪田塾の塾長、坪田信貴がいる。中学時代に見たダウンタウンの漫才に衝撃を受け、芸人を志す。松本人志の目の前で漫才をやることを目標にしており、後に『M-1グランプリ2008』に決勝進出して達成した。
高校は佐賀龍谷高校。高校受験のときに龍谷高校にしか受からず、本人曰く「創価学会員であるにもかかわらず浄土真宗系の念仏専門のクラスに入ってしまった」とのこと。
高校2年生の時に、第二の博多華丸・大吉を作る吉本興業主宰のオーディション番組『第3回激辛!? お笑いめんたい子』に友人と出場して優勝。スカウトされ、福岡吉本に入ることが決まっていた。だが、兄の尚輝がお笑い芸人になり、2人連続で息子が芸人になるのが「つらい」「お前だけは大学にちゃんと行ってくれ」と思った母親が、福岡吉本に電話をして断った。千葉出身のため標準語に戻したかったこと、「ツッコミで売れたくない」ということもあり、優勝直後自分からコンビの解散を宣言し大学入学と同時に上京。当時の相方が後を追う様に上京し何度もコンビ継続を説得したが、その信念を変えることはなくコンビは解散となった。
大学では落語研究会に所属。卒業後、同じ落語研究会の後輩の土屋とナイツを結成し、マセキ芸能社に所属。
2007年6月、史上最年少で漫才協会の理事に就任。
2009年2月11日、一般人女性と結婚。2014年2月18日に、第1子（長女）が誕生。
2012年3月2日、NHK佐賀放送局開局70周年記念地域ドラマ『あのひとあの日』に主人公「兵動宣之」役で、実兄「尚輝」と共に出演した。その後も2013年1月1日放送の『笑点お正月スペシャル』（日本テレビ系）のものまね大喜利でも尚輝と共演している。
2013年、テレビ朝日『マツコ&有吉の怒り新党』でレギュラーとしてナレーションを担当する。
2015年4月26日、『速報!有吉のお笑い大統領選挙』にて二代目お笑い大統領に就任。
2015年6月12日、漫才協会の副会長に就任。
2016年5月18日、第2子（次女）が誕生。
2018年6月17日、第3子（三女）が誕生。
2018年12月2日、『M-1グランプリ』の審査員を務める。翌年以降も引き続き審査員として出演。
2022年7月13日、キングオブコントにアマチュア芸人とのユニットコンビ「劇団スティック」で出場したものの一回戦で敗退したことを報告。
2023年6月19日、一般社団法人漫才協会社員総会・理事会において、同協会の会長に就任。

## 人物
ものまねレパートリーに内海桂子（師匠）、昭和こいる、布袋寅泰、籠池泰典、はなわ（実兄・塙尚輝）、チューバッカ（スター・ウォーズシリーズの登場キャラクター）、桂歌丸、柵木眞（所属先のマセキ芸能社の元会長）などがあり、漫才やラジオなどで披露する。特に内海のものまねはデビュー当時から行っている。
「親の転勤で一時佐賀県に住み、それを歌にした兄のせいで誤解されるが、ふるさとはあくまで我孫子」と主張している。
いとこが元プロ野球選手の八重樫幸雄の親戚と結婚し、八重樫は遠縁ながら“親戚”になった。
YMOのファン。YMO結成の1978年生まれなので後追いのファン。学生時代『電気グルーヴのオールナイトニッポン』を聞いていて電気グルーヴが影響を受けたYMOに興味を抱いて、たまたま一番上の兄がYMOのアルバムを持っていたので聞いてみたらドはまりした。YMOの楽曲の一定のリズムが続き、途中で不協和音みたいな音が入るパターンに影響を受けて塙が小ボケを連発し続け、所々で土屋伸之が突っ込むナイツの漫才スタイルが考え出された。

## 出演
コンビとしての出演はナイツ#出演番組を参照。

### テレビ番組
- マツコ&有吉の怒り新党（テレビ朝日） - 「新・3大〇〇調査会」コーナーナレーション
- 趣味どきっ!「柔軟講座」（2017年8月 - 9月（全8回）、NHK Eテレ）
- M-1グランプリ（2018年12月2日 - 、ABCテレビ） - 審査員
- 鷲見玲奈の巣ごもりゴルフ（2021年5日 - 26日、ゴルフネットワーク） - ナレーション
- ビートたけしの公開!お笑いオーディション（2021年12月17日、TBS） - サブMC
- 東関東オンエアー 純喫茶塙（2022年5月1日 - 2024年3月31日、J:COMチャンネル）
- ナイツ塙の東葛ヤッホー（2024年4月1日 - 、J:COMチャンネル）
- ダブルインパクト～漫才&コント 二刀流No.1決定戦～（2025年7月21日［予定］、日本テレビ・読売テレビ） - 審査員

### テレビドラマ
- 連続テレビ小説（NHK） 
  - 梅ちゃん先生（2012年4月2日） - 山口 役
  - ちむどんどん （2022年6月30日 - 7月1日） - 樋口 役
- 55歳からのハローライフ 最終話（2014年7月12日・NHK） - 小学校の教師 役
- 孤独のグルメ Season5 第12話 （2015年12月19日、テレビ東京） - 社員 役
- 警視庁・捜査一課長（2018年4月 - ・テレビ朝日） - 奥野親道 役[14][15]
- 死役所 第6話（2019年11月20日・テレビ東京） - 本人役[16]
- 監察医 朝顔 第2シリーズ 第15話・最終話（2021年2月22日、3月22日・フジテレビ） - 桑原博人 役[17]
- 真犯人フラグ 第19話（2022年3月6日・日本テレビ）- 金輪 役
- 泳げ!ニシキゴイ 第29話（2022年8月26日・日本テレビZIP）- 財布を落として困っているおじさん 役

### テレビアニメ
- ミュークルドリーミー みっくす!第7話（2021年6月6日、テレビ東京） - ノブ吉 役（声の出演）

### 映画
- 20歳のソウル（2022年5月27日公開） - 消防隊員 役[18][19]

### 劇場アニメ
- それいけ!アンパンマン ミージャと魔法のランプ（2015年7月4日公開） - ランプの精霊 役[20]

### ラジオドラマ
- ラジオシアター〜文学の扉 （TBSラジオ）
  - 王様の新しい洋服（2018年11月11日）
  - コウノトリ（2018年11月18日）

### 舞台
- BOOK ACT（朗読劇）芸人交換日記 - 甲本 役（2020年1月6日）
- プラトニックキル（2025年5月28日・29日〈予定〉）[21]

## 書籍
※ナイツとしての著作はナイツ (お笑いコンビ)#文筆活動を参照。

### 著作
- 言い訳 -関東芸人はなぜM-1で勝てないのか-（2019年8月9日、集英社新書）ISBN 4087210871
- 極私的プロ野球偏愛論 -野球と漫才のしあわせな関係-（2021年12月4日、ベースボール・マガジン社）ISBN 4583113854 - ※長谷川晶一が話し相手として参加。
- ぼやいて、聞いて。（2022年8月5日、左右社）ISBN 4865280979
- 静夫さんと僕（2023年5月、徳間書店）ISBN 978-4-19-865635-5
- 劇場舎人 : ずっと売れたい漫才師（2024年3月1日、KADOKAWA）ISBN 978-4-19-865635-5

### 寄稿
- 早稲田文学増刊号 「笑い」はどこから来るのか?（2019年12月27日、筑摩書房）ISBN 4480993215 - ※インタビュー「美味しい毒の食らい方」収録。

## 監督

### 映画（監督）
- 漫才協会 THE MOVIE 舞台の上の懲りない面々（2024年3月1日、KADOKAWA/ミックスゾーン/中京テレビ放送/ミラクルヴォイス[22]）